# 3G Capital
3G Capital Inc. är ett amerikanskt-brasilianskt investmentbolag bildat 2004. De är bland annat delägare i Anheuser-Busch Inbev, The Kraft Heinz Company och Restaurant Brands International.
Investmentbolaget grundades 2004 av Alex Behring, Jorge Paulo Lemann, Carlos Alberto Sicupira, Marcel Herrmann Telles och Roberto Thompson Motta.